# Empathy Soul Project
Empathy Soul Project је српска алтернативна рок група.

## Каријера
Ненад Радаковић је основао Empathy Soul Project у Зрењанину 2010. године. Такмичарске почетке група има 2012. године учешћем у серијалу Live shot у организацији новосадске телевизијске куће Канал 9, који им је доделио титулу најбоље групе. Године 2013. група објављује свој први албум Pyrrhic Victory који је у стиловима пост-панка, психоделије и алтернативе.
Године 2016, Empathy Soul Project је освојио друго место у финалу Бунт Рок Фестивала, у конкуренцији од 180 група. Наступали су на Арсенал фесту у Крагујевцу,  фестивалу у Новом Саду, Бедем фесту у Никшићу и Београдском фестивалу пива.
Empathy Soul Project се 2017. године нашао на компилацији од петнаест различитих извођача, који су одабрани у оквиру пројекта Утицаји – утицаји британске музике у Србији. Албум је издао новосадски СКЦ и садржи песме британске музике, које су обрадиле и аранжирале групе из Србије.
Чланови групе су Ненад Радаковић, Раде Радојчић, Игор Величковић.

### Песма за Евровизију 2023
Дана 9. јануара 2023. године група је објавила да ће се такмичити на Песми за Евровизију 2023, српском националном избору за Песму Евровизије 2023. са песмом Индиго. У првом полуфиналу 1. марта 2023. су се пласирали у финале.

## Награде и номинације
| Година | Награда                                          | Рад | Исход     | Реф.          |
| ------ | ------------------------------------------------ | --- | --------- | ------------- |
| 2023.  | Песма за Евровизију ’23                          | "Indigo"                                                                                                   | 11. место | [ 10 ] [ 11 ] |
| 2019.  | Годум Награда                                    | |           | [ 12 ]        |
| 2017.  | „Influences – uticaji britanske muzike u Srbiji“ | "This Mess We’re In" (PJ Harvey)                                                                           |           | [ 13 ]        |
| 2016.  | Бунт Рок Фестивал                                | "Divine", "Gone Bad"                                                                                       | 2. место  | [ 14 ]        |
| 2012.  | Музичка емисија "Live Shot"                      | "All I Need", "Rain, Tears and Snow", "Feels Like Home", "If You Ever See Me Down", "Strange Kind of Love" | 1. место  | [ 15 ] [ 16 ] |

## Дискографија

### Албуми
- (2014)